# ژول ثری
ژول ثری (انگلیسی: Jules Thiry; ۱ ژانویهٔ ۱۸۹۸ – ۱ ژانویهٔ ۱۹۳۱) بازیکن واترپلو اهل بلژیک بود.